# Arthur Golf
Richard Arthur Golf (* 21. Juli 1877 in Beyersdorf; † 18. Februar 1941 in Leipzig) war ein deutscher Agrarwissenschaftler. Seine Lehr- und Forschungsgebiete waren die koloniale Landwirtschaft und die Tierzucht. Von 1922 bis zu seinem Tode leitete er als Ordinarius das Institut für Tierzucht und Milchwirtschaft an der Universität Leipzig, wo er sich als begeisterter Nationalsozialist an der Gleichschaltung von Forschung und Lehre einsetzte.

## Leben

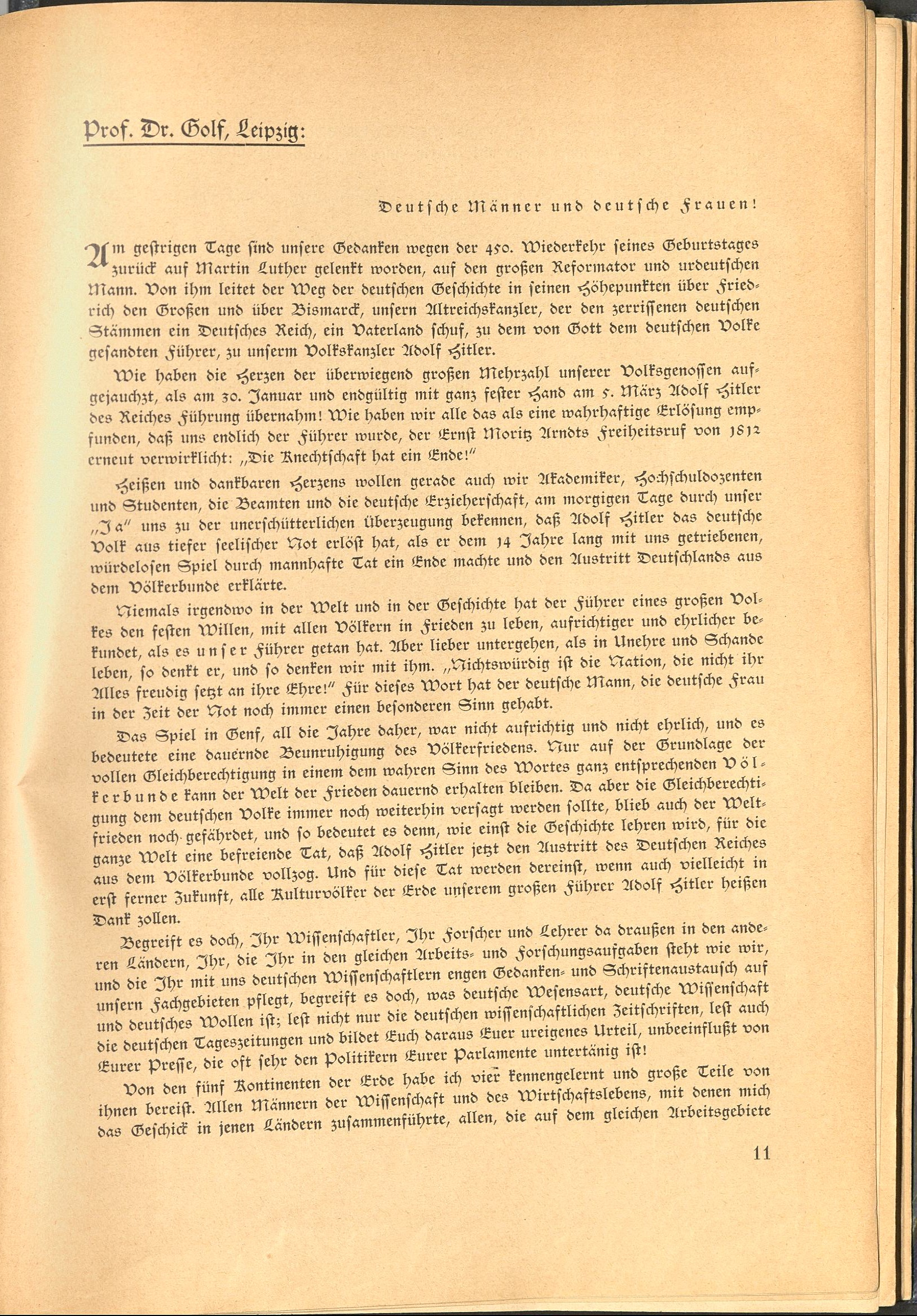
Bekenntnis der Professoren an den deutschen Universitäten und Hochschulen zu Adolf Hitler und dem nationalsozialistischen Staat (1933)

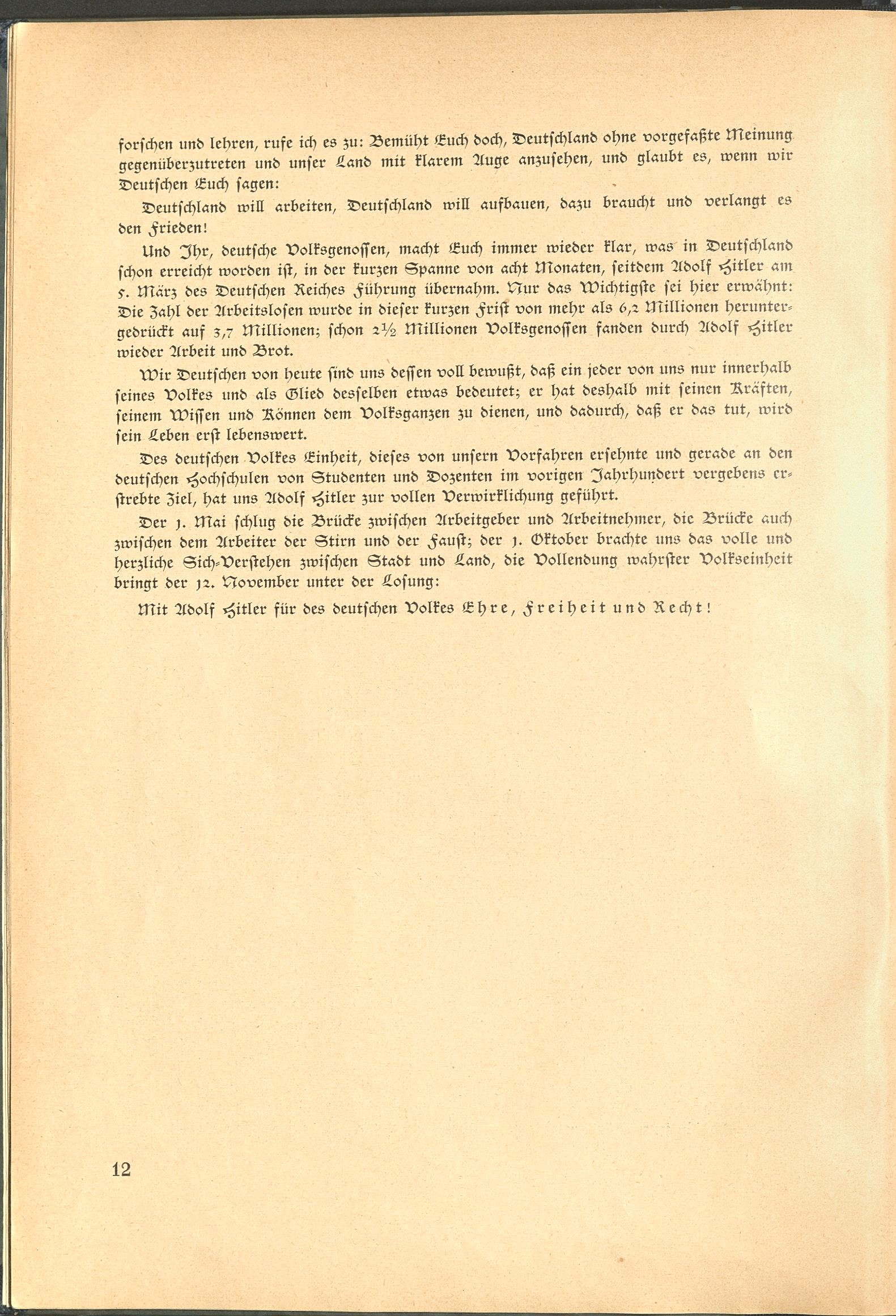

Arthur Golf, Sohn eines Rittergutsbesitzers, absolvierte nach dem Besuch des Gymnasiums eine landwirtschaftliche Lehre auf zwei Gütern in der Provinz Sachsen und studierte seit 1898 Landwirtschaft an der Universität Breslau, ab 1901 an der Landwirtschaftlichen Akademie in Bonn-Poppelsdorf. Hier empfing er für seinen weiteren beruflichen Lebensweg nachhaltige Anregungen von Ferdinand Wohltmann, dem Begründer der deutschen tropischen Landwirtschaftswissenschaft. 1902 unternahm Golf eine fünfmonatige Studienreise nach Nordamerika. 1903 promovierte er an der Universität Halle (Saale) mit einer Dissertation über die natürlichen Grundlagen der amerikanischen Bewässerungswirtschaft. Als Assistent von Julius Kühn blieb er am Landwirtschaftlichen Universitätsinstitut in Halle und habilitierte sich 1907 mit einer Schrift über die Technik der künstlichen Bewässerung in Nordamerika.
Im gleichen Jahr reiste Golf im Auftrag des Reichskolonialamtes nach Süd- und Südwestafrika. Bis 1911 folgten weitere landwirtschaftliche Studienreisen nach Ostafrika, Zentralasien, sowie in zahlreiche europäische Länder. 1912 wurde Golf als planmäßiger außerordentlicher Professor an die Universität Leipzig berufen mit dem Lehrauftrag für koloniale und ausländische Landwirtschaft. Während des Ersten Weltkrieges, an dem er als Rittmeister der Reserve teilnahm, musste er seine Lehrtätigkeit unterbrechen. 1922 wurde er zum ordentlichen Professor für Tierzucht und koloniale Landwirtschaft ernannt. Seitdem leitete er als Ordinarius das Institut für Tierzucht und Milchwirtschaft (bis 1928 Institut für Milchwirtschaft und Molkereiwesen). Obgleich Golf in der akademischen Lehre das Gesamtgebiet der Tierhaltung und Tierzucht zu vertreten hatte, war sein Forschungsschwerpunkt die Schafzucht. Hervorzuheben sind seine Verdienste um den Aufbau einer Zucht von Karakul-Schafen in Deutschland. Golf war langjähriger Leiter der "Zeitschrift für Schafzucht". Beachtenswert ist sein fundierter Übersichtsbeitrag über die Schafzucht im "Handbuch der Landwirtschaft" (1930). In weiteren Forschungsarbeiten bearbeitete er Probleme der Milchqualität. Außerdem führte er erstmals in Deutschland Versuche durch, Hormone in der Schweinefütterung einzusetzen.
Politisch tendierte Golf schon früh zum völkischen Nationalismus. 1920 schloss er sich dem Deutschvölkischen Schutz- und Trutzbund an. Der NSDAP trat er nach eigener Angabe Juli 1932 bei (Mitgliedsnummer 1.318.000).

Golf war in den Jahren 1933–1935 und 1936/37 Rektor der Universität Leipzig, zeitweise Dekan und Prodekan. In seiner Antrittsrede als Rektor am 31. Oktober 1933 zum Thema Nationalsozialismus und Universität erklärte er: 

„Deutsche Volksgenossen, als Sinnbild dessen, daß die Professoren und Dozenten unsrer Universität samt den Lektoren, Beamten und wissenschaftlichen Assistenten sich aufrichtig und ehrlich im Verein mit der Studentenschaft zu ernstem Arbeitenwollen im nat.(ional)-soz.(ialistischen) Sinne bekennen, wollen Sie es betrachten, daß die Universität sich mit überwältigender Mehrheit einen Rektor erwählt hat, der das braune Ehrenkleid trägt. Er soll Bürge dafür
sein, daß die Universität Leipzig ihr Bestes tun wird, treue Arbeit im Geiste Adolf Hitlers zu leisten. Möge unsere Universität bei der doch jetzt erst in den Anfängen stehenden geistigen Revolution im vordersten Gliede marschieren!“

Am 11. November 1933 hielt er für das Bekenntnis der Professoren an den deutschen Universitäten und Hochschulen zu Adolf Hitler und dem nationalsozialistischen Staat die Begrüßungs-Rede „Mit Adolf Hitler für des deutschen Volkes Ehre, Freiheit und Recht“. Bereits zuvor, am 10. März 1933 hatte Golf eigenhändig die Hakenkreuzfahne über der Universität aufgezogen. In der Folgejahre stellte er seinen Machtbereich in den Dienst des nationalsozialistischen Systems. Allein an der Medizinischen Fakultät verloren mindestens acht teilweise langjährige Mitglieder ihre Positionen und Veniae legendi.
Golf bekleidete zahlreiche Ehrenämter in Züchterverbänden, unter anderem im Verband Deutscher Karakulzüchter. 1937 erfolgte seine Aufnahme in die Deutsche Akademie der Naturforscher Leopoldina. 1939 wurde er zum Prüfungsleiter der Deutschen Kolonialschule Witzenhausen ernannt.

## Veröffentlichungen (Auswahl)
- Untersuchungen über die natürlichen Grundlagen der nordamerikanischen Bewässerungswirtschaft. Diss. phil. Univ. Halle 1903.
- Die Technik der künstlichen Bewässerung in Nordamerika. Habil.-Schr. Univ. Halle 1907.
- Ackerbau in Deutsch=Südwestafrika. Das Trockenfarmen und seine Anwendung in D.S.W.A. Verlag Wilhelm Süsserott Berlin 1911 = Koloniale Abhandlungen H. 47/50.
- Die Kartoffelbestellung. Berlin 1916 = Arbeiten der Gesellschaft zur Förderung des Baues und der wirtschaftlich zweckmäßigen Verwendung der Kartoffeln H. 7.
- Die Sowjet-Agrarreform und der Landwirtschaftsbetrieb in Russisch-Mittelasien. Verlag E. Chr. Seyfert Leipzig 1929 = Arbeiten der Leipziger Oekonomischen Societät.
- Schafzucht. In: Handbuch der Landwirtschaft. Herausgegeben von F. Aereboe, J. Hansen und Th. Roemer. Verlagsbuchhandlung Paul Parey Berlin 1929, Bd. 5, S. 265–335.
- 60 Jahre landwirtschaftliches Institut der Universität Leipzig 1869-1929. Herausgegeben vom Landwirtschaftlichen Institut der Universität Leipzig 1930.